# Claude-Juste-Alexandre Legrand

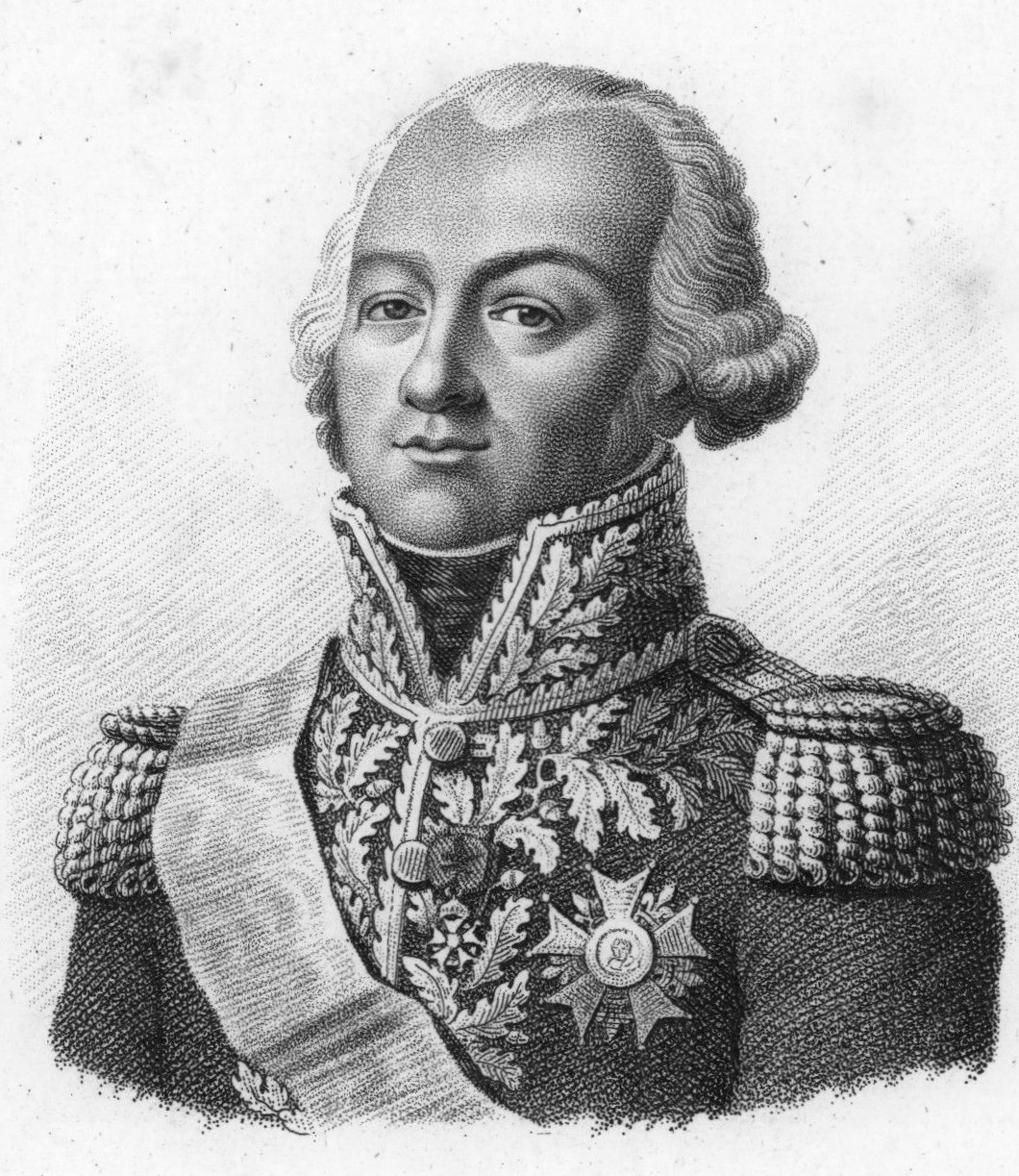
Claude-Juste-Alexandre Legrand

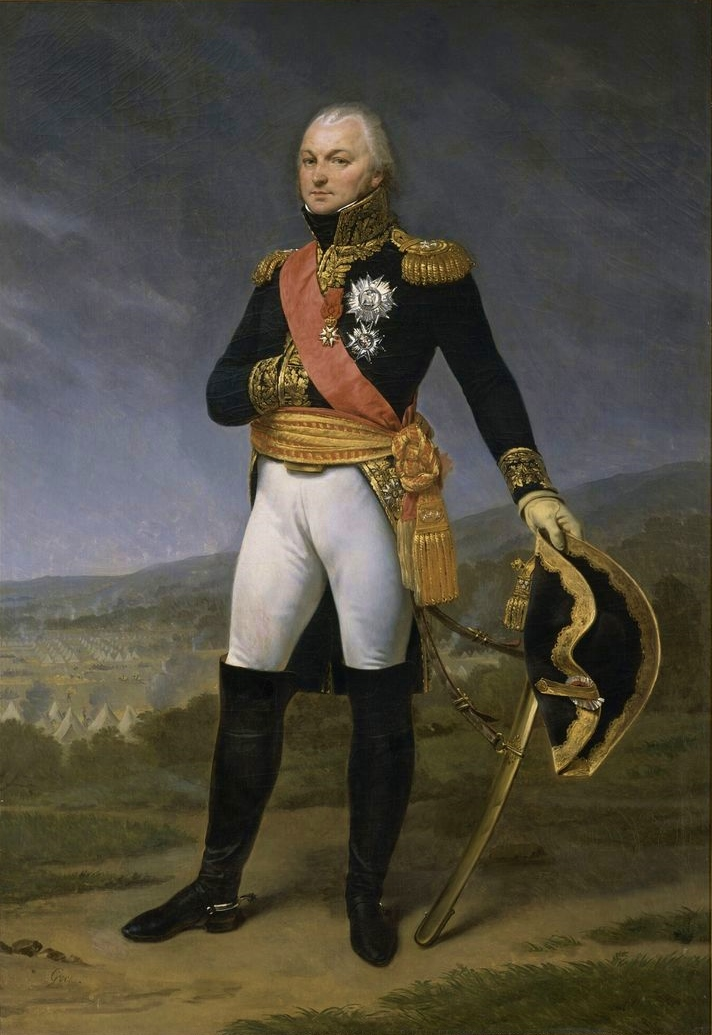
Claude-Juste-Alexandre Legrand, Gemälde von Antoine-Jean Gros

Claude-Juste-Alexandre Legrand (* 23. Februar 1762 in Le Plessier-sur-Saint-Just; † 8. Januar 1815 in Paris) war ein französischer Général de division und comte de l’Empire (Graf).

## Leben
Mit fünfzehn Jahren trat Legrand 1777 in die königliche Armee ein. Begeistert von den Idealen der Revolution kämpfte er in den Revolutionskriegen und machte sehr schnell Karriere. 1793 kam er im Rang eines Général de brigade in den Stab von Marschall Jean-Baptiste Jourdan. 
Legrand kämpfte vor Fleurus (26. Juni 1794), Ostrach (21. März 1799) und Stockach (25. März 1797). 
Später wechselte er in den Stab von General Jean-Victor Moreau und nahm u. a. an der Schlacht bei Hohenlinden (3. Januar 1800) teil. Unabhängig von den Unstimmigkeiten zwischen Moreau und Napoleon wechselte später in den kaiserlichen Stab und kämpfte unter Marschall Nicolas Jean-de-Dieu Soult vor Hollabrunn (16. November 1805), Austerlitz (2. Dezember 1805), Jena (14. Oktober 1806) und Preußisch Eylau (7./8. Februar 1807). 
In 1808 machte ihn Napoléon zum Comte de l’Empire.
Nach weiteren Belobigungen und Beförderungen wechselte Legrand zu Marschall André Masséna und nahm an Kämpfen bei Ebelsberg (3. Mai 1809), Aspern (21./22. Mai 1809) und Wagram (5./6. Juli 1809) teil. 
Als Napoleon seinen Russlandfeldzug plante, meldete sich Legrand als einer der Ersten. Zusammen mit Marschällen Charles Nicolas Oudinot und Laurent de Gouvion Saint-Cyr kämpfte er bei Kljastizy (28./29. Juli 1812) und in der ersten (17./18. August 1812) und zweiten Schlacht von Polozk (18./19. Oktober 1812). Beim Rückzug wurde Legrand in der Schlacht an der Beresina (26./28. November 1812) sehr schwer verwundet. 
Legrand überlebte und konnte nach Paris zurückkehren. Seine Gesundheit erlangte er aber nicht mehr und starb am 8. Januar 1815 an den Spätfolgen seiner Kriegsverletzungen. Seine letzte Ruhestätte fand er im Panthéon (Paris).

## Ehrungen
- Großkreuz der Ehrenlegion
- Comte de l’Empire
- Pair von Frankreich
- 27. Juni 1814 Ordre royal et militaire de Saint-Louis
- Sein Name findet sich am östlichen Pfeiler (15. Spalte) des Triumphbogens am Place Charles-de-Gaulle (Paris).